# 印度竹筴魚
印度竹筴魚（学名：Trachurus indicus），為輻鰭魚綱鱸形目鱸亞目鰺科竹筴魚屬下的一個種，被IUCN列為易危保育類動物，為熱帶海水魚，分布於西印度洋區，從巴基斯坦經波斯灣至東非索馬利亞海域，深度可達400公尺，體呈長橢圓形且側扁，背鰭2個，尾鰭叉形，背部鐵藍色、腹部銀色，腹鰭白色或透明，鰓蓋有黑色斑點，體長可達35公分。棲息在礁石區海域，以小魚及甲殼類為食，具商業價值的食用魚。